# Aeroportul Dahl Creek
Aeroportul Dahl Creek (IATA: DCK, ICAO: PODC, FAA LID: DCK) este un aeroport din Northwest Arctic Borough, Alaska, Alaska, Statele Unite ale Americii. Aeroportul a fost tranzitat în 2019 de 478 de pasageri.
Situat la o altitudine de 79 m, aeroportul dispune de 1 pistă.

## Infrastructură

### Piste
Aeroportul dispune de o singură pistă. Pista 08/26 are suprafața de pietriș și dimensiunile 4.780 picioare × 75 picioare. 